# Tom Yellin

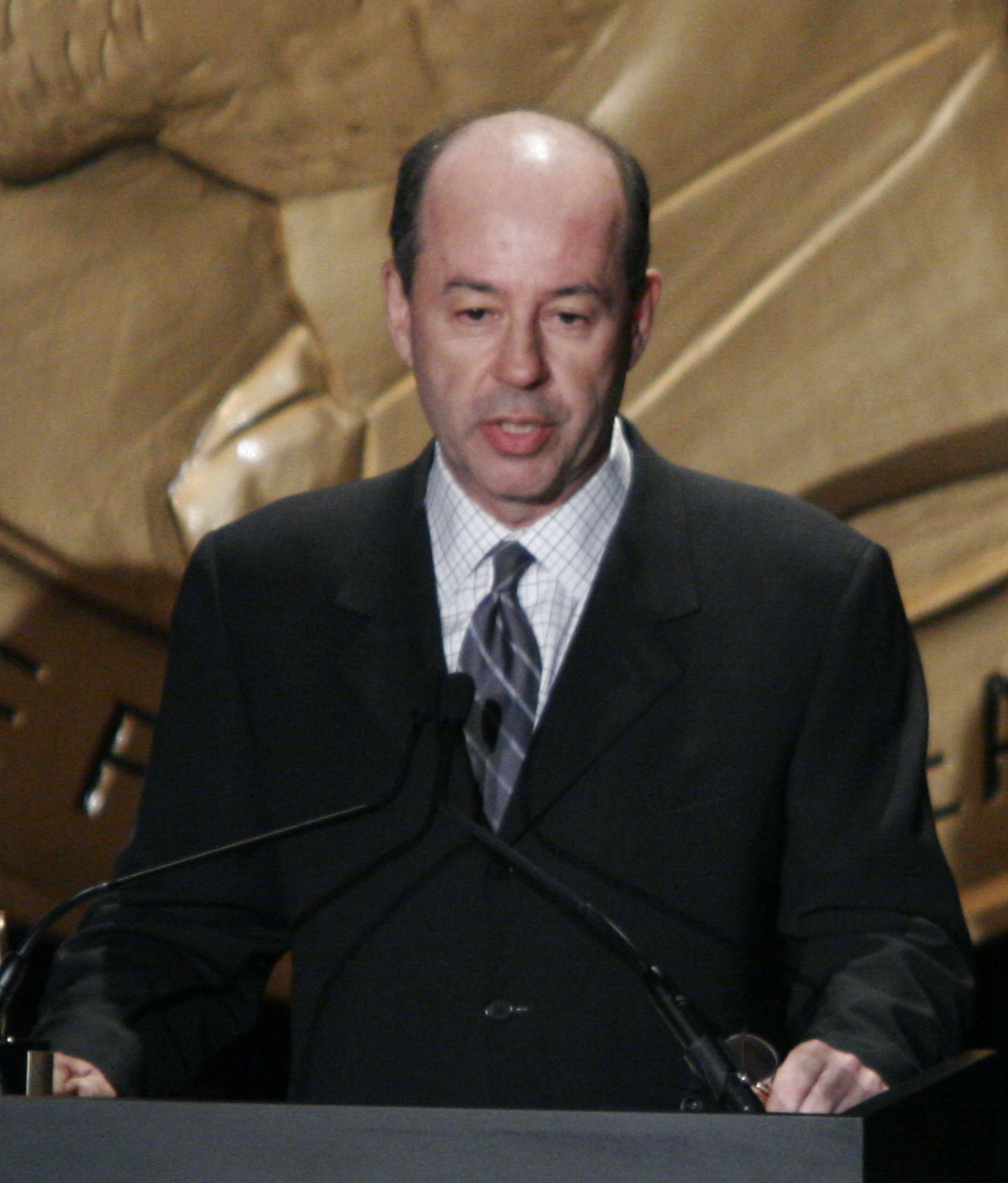
Tom Yellin 2007

Thomas G. „Tom“ Yellin (* 2. Januar 1953) ist ein US-amerikanischer Film- und Fernsehproduzent.

## Leben
Tom Yellin studierte am Harvard College. Nach seinem Abschluss fand er 1976 eine Anstellung bei CBS News, für die er als Associate Producer bei CBS Reports tätig war. 1980 wechselte er zu ABC News und produzierte die Fernsehsendung Nightline von 1980 bis 1982 in New York und von 1982 bis 1984 von London aus. Nach seiner Rückkehr nach New York war er ein Jahr für ABC News’ World News Tonight zuständig und lernte dabei Peter Jennings kennen. Nach einem jahr kehrte er jedoch zu CBS News zurück und produzierte dort die Sendung West 57th.
1989 schließlich wechselte er wieder zu ABC News. Dort produzierte eine Reihe von Fernsehfilmen und war unter anderem für die Fernsehdokumentation ABC 2000: The Millennium (1999), die zwölfteilige Serie The Century (1999) und das Magazin Day One verantwortlich. Außerdem entwarf er zusammen mit Peter Jennings die Dokuserie Peter Jennings Reporting for ABC News. 2002 schloss er sich mit diesem zusammen und gründete das Produktionsunternehmen PJ Productions.
Tom Yellin gründete 2006 die Produktionsfirma The Documentary Group als Nachfolger von PJ Productions. Zu seinen bekanntesten Produktionen dort zählen Operation Homecoming: Writing the Wartime Experience, für den Regisseur Richard E. Robbins eine Oscar-Nominierung erhielt, Girl Rising (2013) und den Vierteiler Amerika im Wohnzimmer. Bei der Oscarverleihung 2016 wurde er als Produzent von Cartel Land mit einer Oscar-Nominierung bedacht. Cartel Land war für den besten Dokumentarfilm nominiert. Der Preis ging allerdings an Amy.

## Privatleben
Tom Yellin lebt mit seiner Frau in New York City. Das Paar hat vier Töchter.